# 祖比夫希納 (斯拉武塔區)
50°28′45″N 27°6′21″E / 50.47917°N 27.10583°E
祖比夫希納（烏克蘭語：Зубівщина）是烏克蘭西部的村莊，隸屬赫梅利尼茨基州的舍佩蒂夫卡區。該村分別距離赫梅利尼茨基156公里和斯拉武塔37公里，面積0.99平方公里，海拔高度210米，2001年人口205。